# Kosmos 140
Kosmos 140 (ryska: Космос-140) var en obemannad flygning i Sovjetunionens rymdprogram. Farkosten sköts upp med en Sojuz-raket, från Kosmodromen i Bajkonur, den 7 februari 1967. Flygningen var den andra testflygningen av en Sojuz-farkost. Precis som sin föregångare Kosmos 133 hade farkosten problem med sitt styrsystem.